# スターハウス

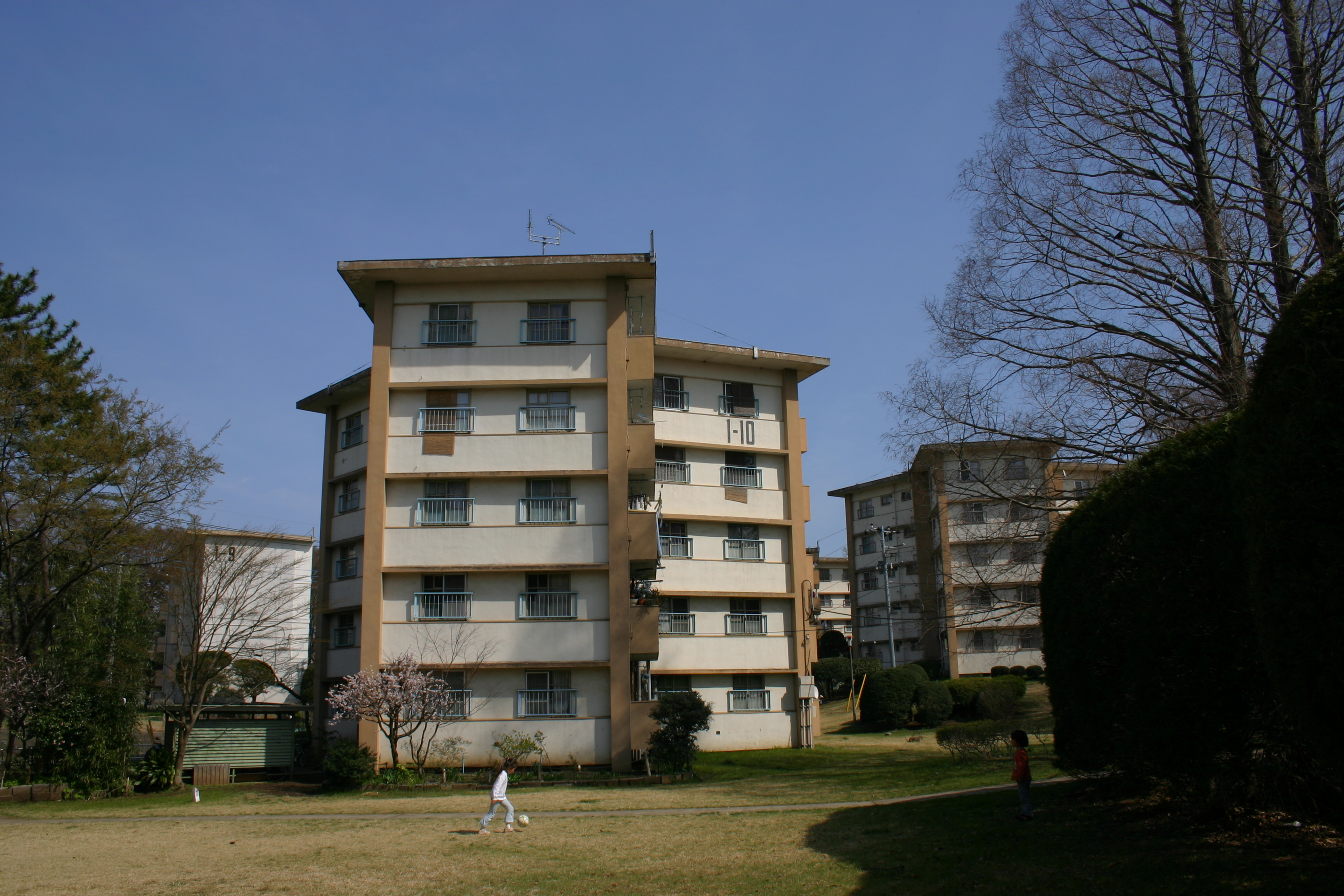
常盤平団地のスターハウス

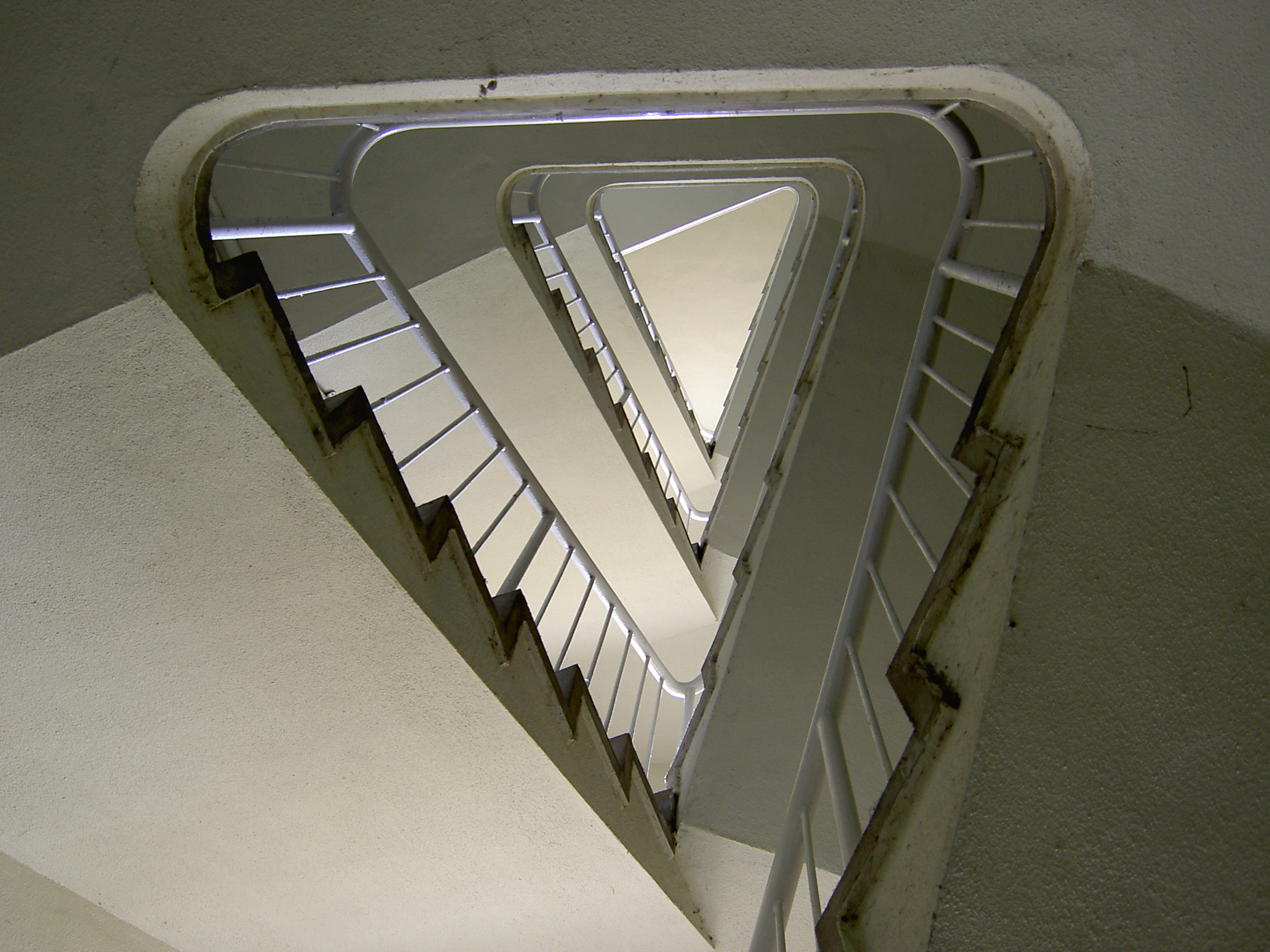
階段室

スターハウス（Star House）は、集合住宅における住棟の形態の一つであるポイントハウスのうち、Y字型の平面形状を有するものである。一般的に1フロア3住戸である。別称は星型住宅。

## 歴史

### 初の建設
公営住宅の標準設計作成の委託を受けた市浦健が公営住宅標準設計54C-II型として考案し、茨城県水戸市の茨城県営釜神町アパートで初めて建設された。これ以降、全国各地の公営住宅にとどまらず、公団住宅や日本電信電話公社職員寮でも数多く採用されていった。

### 公団住宅への導入と建設の終息
数多くのスターハウスを建設した日本住宅公団 （現都市再生機構）は、公団住宅第1号である1956年（昭和31年）竣工の金岡団地での導入を皮切りに、多数の団地にスターハウスを建設した。しかし、昭和30年代（1955年-）中頃から、板状住棟に比べ1戸あたりの建設費が高額であることや、住宅用地の不足による量的要求が増したことにより、1964年（昭和39年）12月竣工の名和団地（愛知県東海市名和町）のスターハウスをもって、公団住宅での中層スターハウスの建設が終了した。
スターハウスは本来、大量に住居を供給するための設計なので、1戸の生活空間は狭く、『腕』にあたる住居部分も、隣戸との距離が近く視線にさらされやすいことも短所であった。1970年代には住宅事情も改善されて1人1室が確保できるような、ゆとりある住宅が普及してきたものの、全国各地の自治体の公営住宅は1970年代半ばまでは建設が続いた。

### その後
公団住宅のスターハウスは、1986年（昭和61年）に始まった団地建替事業により大半が除却された。また、日本電信電話公社職員寮として建設されたスターハウスについても、平成時代に始まった社宅の整理・合理化によりほとんどが除却された。公営住宅のスターハウスも老朽化等の理由で全国的に除却が進んでいる。

### 関連書籍
- 『スターハウス　戦後昭和の団地遺産』 海老澤模奈人編著、鹿島出版会、2023年
- 原武史『レッドアローとスターハウス　もうひとつの戦後思想史』新潮社〈新潮選書〉、2019年。増補新版

## 保存が決定したスターハウス
- ひばりが丘団地 - UR都市機構管理。躯体を改修のうえ、ひばりが丘パークヒルズの管理事務所に転用した。
- 春日丘団地 - UR都市機構管理。躯体を改修のうえ、給水施設に転用した[4]。
- 赤羽台団地 - UR都市機構管理。スターハウスを含む4棟が国の登録有形文化財に登録された[5][6]。